# Một tuần với kiều nữ
Một tuần với kiều nữ (tên tiếng Anh: My Week with Marilyn) là bộ phim tiểu sử năm 2011 do Simon Curtis đạo diễn và được viết kịch bản bởi Adrian Hodges. Bộ phim có sự góp mặt của Michelle Williams, Eddie Redmayne, Kenneth Branagh, Dominic Cooper, Julia Ormond, Emma Watson và Judi Dench. Dựa trên hai cuốn sách của Colin Clark, phim mô tả việc sản xuất bộ phim The Prince and the Showgirl năm 1957, đóng vai Marilyn Monroe (Michelle Williams) và Laurence Olivier (Kenneth Branagh). Bộ phim tập trung vào tuần lễ quay phim năm 1957 khi Monroe được Colin (Eddie Redmayne) hộ tống quanh Luân Đôn, sau khi chồng bà Arthur Miller quay trở lại Mỹ.
Với vai diễn Monroe, Williams đã được trao giải Quả cầu vàng cho nữ diễn viên phim ca nhạc hoặc phim hài xuất sắc nhất và nhận được đề cử Nữ diễn viên xuất sắc nhất trong Giải thưởng Viện hàn lâm và Giải thưởng Điện ảnh Anh. Phim đã được ra mắt lần đầu tiên tại Liên hoan phim New York vào ngày 9 tháng 10 năm 2011 và được chiếu tại Liên hoan phim Mill Valley sau hai ngày. Phim đã được phát hành vào ngày 23 tháng 11 năm 2011, tại Hoa Kỳ, và vào ngày 25 tháng 11 tại Vương quốc Anh.

## Nội dung
Sau khi tốt nghiệp đại học năm 1956, nhà làm phim Colin Clark đi đến Luân Đôn để kiếm việc làm cho khâu sản xuất tiếp theo của Laurence Olivier. Người quản lý sản xuất, Hugh Perceval, nói với Colin rằng không có công ăn việc làm, nhưng ông quyết định đợi Olivier, người mà ông từng gặp ở một bữa tiệc. Olivier và vợ, Vivien Leigh, cuối cùng xuất hiện và Vivien khuyến khích Olivier đưa cho Colin một công việc trong bộ phim sắp tới của ông The Prince and the Showgirl, với sự tham gia của Marilyn Monroe. Nhiệm vụ đầu tiên của Colin là tìm một nơi thích hợp cho Marilyn và chồng cô, Arthur Miller, nhà viết kịch nổi tiếng, ở lại trong khi họ ở Anh. Báo chí phát hiện ra ngôi nhà, nhưng Colin tiết lộ ông đã bảo đảm ngôi nhà thứ hai chỉ trong trường hợp, gây ấn tượng với nhà quảng cáo Olivier và Marilyn, Arthur P. Jacobs.
Các paparazzi (tay săn ảnh) tìm hiểu về Marilyn đến Heathrow và họ tập trung lại tại sân bay chờ đến khi máy bay chở Marilyn hạ cánh. Marilyn đưa Arthur, đối tác kinh doanh của cô, Milton H. Greene, và huấn luyện viên diễn xuất Paula Strasberg cùng cô. Marilyn ban đầu cảm thấy không thoải mái khi ở xung quanh cô nhiều những nhiếp ảnh gia, nhưng sau đó cô đã cảm thấy thoải mái hơn trong một cuộc họp báo. Olivier trở nên nực cười khi Marilyn đến trễ. Cô ấy khăng khăng rằng Paula ngồi với cô ấy và đọc cho cô khi cô gặp rắc rối với những dòng kịch bản. Phi hành đoàn và các diễn viên khác, bao gồm cả Sybil Thorndike, đang rất lo lắng về Marilyn. Colin gặp Lucy, một trợ lý mà anh ta đã bị cuốn hút bởi cô nàng, và họ hẹn hò với nhau. Marilyn bắt đầu đến sau bộ phim và thường quên đi những đường nét của cô, tức giận Olivier. Tuy nhiên, Sybil khen ngợi Marilyn và bảo vệ cô ấy khi Olivier cố gắng để cô ấy xin lỗi vì đã cầm súng.
Marilyn đấu tranh để hiểu được nhân vật của cô và rời khỏi bộ phim khi Olivier lăng mạ cô. Colin yêu cầu Olivier tỏ ra thông cảm hơn với Marilyn, trước khi anh đến Parkside House để kiểm tra cô. Anh nghe thấy một cuộc cãi cọ và tìm thấy cô đang ngồi khóc trên cầu thang với cuốn sổ của Arthur, trong đó có cốt truyện của một vở kịch mới dường như chế giễu cô. Arthur sau đó trở về Mỹ. Vivien đến xem một số cảnh của Marilyn. Cô rời đi, trấn an Marilyn về kịch bản và diễn xuất trước ống kính máy quay hình và nếu Olivier chỉ nhìn thấy mình khi anh ta theo dõi cô. Olivier ngay sau đó bèn trấn an vợ mình. Marilyn không xuất hiện trước cảnh quay của Arthur và cô nhờ Colin đến Parkside và họ nói chuyện. Phi hành đoàn bị mê hoặc bởi Marilyn khi cô nhảy trong một cảnh quay và Milton kéo Colin sang một bên để nói với anh rằng Marilyn đang làm tan vỡ những trái tim và cô cũng sẽ làm tan chảy trái tim anh. Lucy cũng nhận thấy sự mê hoặc ngày càng tăng của Colin với Marilyn và chia tay với anh ta.
Colin và Marilyn dành một ngày với nhau và được Owen Morshead thăm thư viện lâu đài Windsor. Colin cũng đưa Marilyn đi quanh trường đại học Eton, và họ cùng nhau đi xuống bờ dòng sông Thames. Marilyn hôn Colin và bỗng tên vệ sĩ của Marilyn tên Roger Smith xuất hiện. Colin về đến Parkside vào một đêm vì Marilyn đã bỏ về và khóa cửa một mình trong phòng cô. Colin vào phòng cô và Marilyn mời anh nằm bên cạnh cô trên giường. Đêm sau, Marilyn tỉnh dậy trong đau đớn tuyệt vọng và nói với Colin rằng cô đã bị sảy thai. Rồi một bác sĩ đến điều trị và săn sóc cô và Marilyn nói với Colin rằng Arthur đang trở lại và cô ấy muốn thử và làm một người vợ tốt cho anh ta, vì vậy cô ấy và Colin nên quên đi tất cả những gì đã xảy ra giữa họ. Sau đó, cô quay trở lại bộ phim để hoàn thành bộ phim. Olivier ca ngợi Marilyn, nhưng anh nói rằng cô đã giết mong muốn của mình để quay về một lần nữa. Lucy hỏi Colin rằng Marilyn đã phá vỡ trái tim mình và anh trả lời rằng cô đã làm tổn thương trái tim anh ấy một chút", và cô trả lời rằng anh nên cần nó như vậy. Marilyn đến một quán rượu địa phương, nơi Colin đang ở, và cảm ơn anh đã giúp cô. Cô hôn anh ta lần cuối cho đến khi vệ sĩ của cô, Roger đưa cô ấy về đến sân bay.

## Bảng phân vai
- Michelle Williams vai Marilyn Monroe
- Eddie Redmayne vai Colin Clark
- Kenneth Branagh vai Laurence Olivier
- Julia Ormond vai Vivien Leigh
- Dougray Scott vai Arthur Miller
- Toby Jones vai Arthur P. Jacobs
- Emma Watson vai Lucy
- Judi Dench vai Sybil Thorndike
- Dominic Cooper vai Milton H. Greene
- Philip Jackson vai Roger Smith
- Derek Jacobi vai Owen Morshead
- Michael Kitchen vai Hugh Perceval
- Simon Russell Beale vai Cotes-Preedy
- Zoë Wanamaker vai Paula Strasberg

## Phát hành và công chiếu
Nó đã được chính thức phát hành vào ngày 6 tháng 10 năm 2011. My Week với Marilyn đã ra mắt lần đầu tiên vào ngày 9 tháng 10 năm 2011 tại Liên hoan phim New York lần thứ 49.
Phim đã được giới thiệu tại trung tâm Liên hoan phim Quốc tế Chicago lần thứ 47 và nó đã được trình chiếu tại Liên hoan Wooburn ở High Wycombe vào ngày 17 tháng 10. Sau đó nó được chiếu tại Capri, Liên hoan phim quốc tế Hollywood vào tháng 1 năm 2012.
Bộ phim được phát hành vào ngày 25 tháng 11 tại Vương quốc Anh. Bộ phim dự kiến sẽ được phát hành vào ngày 4 tháng 11 tại Hoa Kỳ, nhưng ngay sau khi ra mắt tại Liên hoan phim New York, Công ty The Weinstein đã chuyển ngày phát hành đến ngày 23 tháng 11.